# Cyclomia plagaria
Cyclomia plagaria är en fjärilsart som beskrevs av Achille Guenée 1858. Cyclomia plagaria ingår i släktet Cyclomia och familjen mätare. Inga underarter finns listade i Catalogue of Life.